# África Luca de Tena
África Luca de Tena es una actriz española de teatro, cine y televisión. Estudió interpretación en el estudio Juan Carlos Corazza, un estudio en el que se han formado actores como Gabino Diego, Javier Bardem o Irene Visedo. Es pariente de los marqueses de Luca de Tena.

## Carrera

### Cine
Comenzó su carrera cinematográfica con una aparición en Orquesta Club Virginia, en 1992.
En cine, ha colaborado en Para que no me olvides (protagonizada por Fernando Fernán Gómez en 2005), Ulises (en 2004) y Películas para no dormir: La culpa (2006).
En 2008 trabajó en Vidas pequeñas, protagonizada por Alicia Borrachero y Ángela Molina.

### Teatro
En teatro ha interpretado diversos personajes en Nuestro pueblo y Bodas de sangre.

### Televisión
En la televisión, ha trabajado en series como Impares, Mi vida loca, El auténtico Rodrigo Leal, ¡Ala... Dina! (en la que trabajó entre 2001 y 2002) o Robles, investigador.
Ha participado en programas como Que No Surti D'Aqui o programas de la factoría de Paramount Comedy como Nuevos cómicos, interpretando su monólogo Busco trabajo, Noche sin tregua, presentado por Dani Mateo y Solo ante el peligro, en el papel de Rebeca, la fan número 1 de Juan Solo.
En 2008 y 2009 colaboró en El intermedio (La Sexta), con una sección casi diaria en la que comentaba con humor vídeos de otras cadenas.
En diciembre de 2010 protagonizó un capítulo de Museo Coconut, dirigida por el actor Chanante Ernesto Sevilla.
En 2011 comenzó su participación como protagonista de la serie El divo, en el canal Paramount Comedy, junto a, entre otros, Carlos Areces y Agustín Jiménez, haciendo el papel de una periodista natural de Cartagena.